# Condado de Williamson (Illinois)
El condado de Williamson es un condado estadounidense, situado en el estado de Illinois. Según el censo de los Estados Unidos del 2000, la población es de 61 296 habitantes. La cabecera del condado es Marion.

## Geografía
Según la Oficina del Censo de los Estados Unidos, el condado tiene un área total de 1151 km² (444 millas²). De éstas 1097 km² (423 mi²) son de tierra y 54 km² (21 mi²) son de agua.

### Colindancias
- Condado de Franklin - norte
- Condado de Saline - este
- Condado de Pope - sureste
- Condado de Johnson - sur
- Condado de Union - suroeste
- Condado de Jackson - oeste

## Historia
El Condado de Williamson se separó del Condado de Franklin en 1839. Su nombre es en honor de Hugh Williamson, un político estadounidense. El 29 de mayo de 1982 dos tornados asotaron el condado, matando a 10 personas.

## Demografía
Según el censo del año 2000, hay 61 296 personas, 25 358 cabezas de familia, y 16 964 familias que residen en el condado. La densidad de población es de 56 hab/km² (145 hab/mi²). La composición racial tiene:
- 94.1% Blancos (No hispanos)
- 1.24% Hispanos (Todos los tipos)
- 2.49% Negros o Negros Americanos (No hispanos)
- 0.38% Otras razas (No hispanos)
- 0.50% Asiáticos (No hispanos)
- 0.98% Mestizos (No hispanos)
- 0.27% Nativos Americanos (No hispanos)
- 0.03% Isleños (No hispanos)

Hay 25 358 cabezas de familia, de los cuales el 29.50% tienen menores de 18 años viviendo con ellos, el 53.40% son parejas casadas viviendo juntas, el 10.20% son mujeres que forman una familia monoparental (sin cónyuge), y 33.10% no son familias. El tamaño promedio de una familia es de 2.89 miembros.
En el condado el 22.90% de la población tiene menos de 18 años, el 8.60% tiene de 18 a 24 años, el 27.90% tiene de 25 a 44, el 24.10% de 45 a 64, y el 16.50% son mayores de 65 años. La edad media es de 39 años. Por cada 100 mujeres hay 93.90 hombres. Por cada 100 mujeres mayores de 18 años hay 91.70 hombres.
Tabla de la evolución demográfica:
|       | 1900   | 1910   | 1920   | 1930   | 1940   | 1950   | 1960   | 1970   | 1980   | 1990   | 2000   |
| ----- | ------ | ------ | ------ | ------ | ------ | ------ | ------ | ------ | ------ | ------ | ------ |
| TOTAL | 27 796 | 45 098 | 61 092 | 53 880 | 51 424 | 48 621 | 46 117 | 49 021 | 56 538 | 57 733 | 61 296 |

## Gobierno
La Agencia Federal de Prisiones (BOP) gestiona la Penitenciaría de los Estados Unidos, Marion.

## Economía
Los ingresos medios de un cabeza de familia el condado es de $31 991 y el ingreso medio familiar es $40 692. Los hombres tienen unos ingresos medios de $32 386 frente a $21 570 de las mujeres. El ingreso per cápita del condado es de $17 779. El 14.60% de la población y el 11.40% de las familias están debajo de la línea de pobreza. Del total de gente en esta situación, 19.60% tienen menos de 18 y el 10.60% tienen 65 años o más.

## Ciudades y pueblos
| - Bush - Cambria - Carterville - Colp - Crainville | - Creal Springs - Energy - Herrin - Hurst - Johnston City | - Marion - Pittsburg - Spillertown - Whiteash | - Freeman Spur - Pittsburg |

## Sitios de interés
| - Memorial Coal Miners - Lago Crab Orchard - Lago Devil's Kitchen - Estatua Doughboy - Museo Elvis | - Parque estatal Ferne Clyffe - Museo Foreman Depot - Parque estatal Giant City - Iglesia Goddard - Lago de Egipto | - Museo Logan - Lago Little Grassy - Teatro O'Neal - Museo Ridgway |